# Lucille
Lucille — студійний альбом американського блюзового музиканта Б. Б. Кінга, випущений у 1968 році лейблом BluesWay.

## Дискографія
Записаний 18-20 грудня 1967 року. Названий на честь відомої гітари Кінга «Люсіль», виробництва Gibson (Signature ES-355).
У 1968 році альбом посів 192-е місце у чарті Billboard 200.

## Список композицій
1. «Lucille» (Б. Б. Кінг) — 10:16
2. «You Move Me So» (Б. Б. Кінг)— 2:03
3. «Country Girl» (Б. Б. Кінг)— 4:25
4. «No Money, No Luck Blues» (Айворі Джо Гантер) — 3:49
5. «I Need Your Love» (Волтер Спріггс) — 2:22
6. «Rainin' All the Time» (Б. Б. Кінг)— 2:56
7. «I'm With You» (Б. Б. Кінг)— 2:31
8. «Stop Putting the Hurt on Me» (Б. Б. Кінг)— 3:04
9. «Watch Yourself» (Сідні Барнс, Луїс Гросс, Джордж Керр) — 5:47

## Учасники запису
- Бі Бі Кінг — гітара, вокал
- Ірвінг Ешбі — гітара
- Девід Аллен, мл. — бас-гітара
- Ллойд Гленн — фортепіано
- Джессі Сейлс — ударні
- Максвелл Девіс — орган
- Боббі Форт, Боб Макнілі, Сесіл Макнілі — саксофон
- Мел Мур — труба
- Джон Юїнг — тромбон

Технічний персонал
- Боб Тіл — продюсер
- Джим Локгерт — інженер
- Media Sales Development/Smith — дизайн обкладинки
- Полін Рівеллі — фотографія обкладинки
- Шелдон Гарріс, Алан Балфур — текст до платівки

## Хіт-паради
| Рік  | Чарт          | Позиція |
| ---- | ------------- | ------- |
| 1968 | Billboard 200 | 192     |